# Pseudobulweria
Pseudobulweria Mathews, 1936 è un genere di uccelli marini della famiglia Procellariidae.

## Tassonomia
Il genere Pseudobulweria comprende le seguenti specie:
- Pseudobulweria aterrima (Bonaparte, 1857) – petrello delle Mascarene
- † Pseudobulweria rupinarum (Olson, 1975) - petrello di Sant'Elena
- Pseudobulweria rostrata (Peale, 1848) – petrello di Tahiti
- Pseudobulweria becki (Murphy, 1928) - petrello di Beck
- Pseudobulweria macgillivrayi (G.R.Gray, 1860) – petrello delle Figi